# Buyezo
Buyezo es una localidad del municipio de Cabezón de Liébana (Cantabria, España). En el año 2008 contaba con una población de 37 habitantes (INE). Esta localidad está situada a 745 metros de altitud sobre el nivel del mar, y a 7,5 kilómetros de la capital municipal, Cabezón de Liébana. Por esta localidad pasa el río Lamedo, formando parte del valle llamado Valderrodíes.